# Aleksandr Fermor
Aleksandr Nikołajewicz Fermor, ros. Александр Николаевич Фермор (ur. 13 września?/25 września 1886 w Sankt Petersburgu, zm. 17 lipca 1931 w Sainte-Geneviève-des-Bois) – rosyjski wojskowy (podpułkownik), instruktor wojskowy armii abisyńskiej, a następnie dowódca cesarskiej gwardii konnej w okresie międzywojennym.

## Życiorys
W 1909 r. ukończył liceum. Pracował jako asesor sądowy, a następnie urzędnik w kancelarii prawniczej. W 1914 r. wstąpił do armii rosyjskiej, otrzymując stopień porucznika. Brał udział w I wojnie światowej. Służył w lejbgwardii Pułku Ułańskiego. Na początku listopada 1917 r. wstąpił do nowo formowanej Armii Ochotniczej. Od stycznia 1918 r. dowodził plutonem 2 szwadronu 1 Dywizjonu Kawalerii. W czerwcu 1919 r. w stopniu rotmistrza został dowódcą szwadronu lejbgwardii Pułku Ułańskiego. W styczniu 1920 r. objął dowództwo oddziału karabinów maszynowych w Mieszanym Gwardyjskim Pułku Kawalerii. Uczestniczył w tzw. Marszu Bredowskim, po czym pod koniec lutego tego roku wraz z innymi żołnierzami został internowany przez Polaków. W maju zamieszkał w Serbii, ale już na początku września przybył na Krym, gdzie został oficerem Gwardyjskiego Pułku Kawalerii. Awansował na podpułkownika. W połowie listopada wraz z wojskami Białych został ewakuowany do Gallipoli. Na emigracji zamieszkał w Abisynii. Pełnił funkcję instruktora wojskowego w armii abisyńskiej, dochodząc do stopnia pułkownika. Sformował konną gwardię cesarza Haile Selassie I, na czele której na krótko stanął. W 1930 r. wyjechał do Francji, gdzie zajmował się genealogią.